# 俏皮煙管蝸牛
俏皮煙管蝸牛（学名：Hemiphaedusa minuta）为煙管蝸牛科臺灣紡錘煙管蝸牛屬下的一个种，由張寬敏及多田昭於2006年命名。
本物種目前只見於台灣高雄縣茂林鄉。

## 外部連結
- 維基物種上的相關：俏皮煙管蝸牛